# .40 S&W

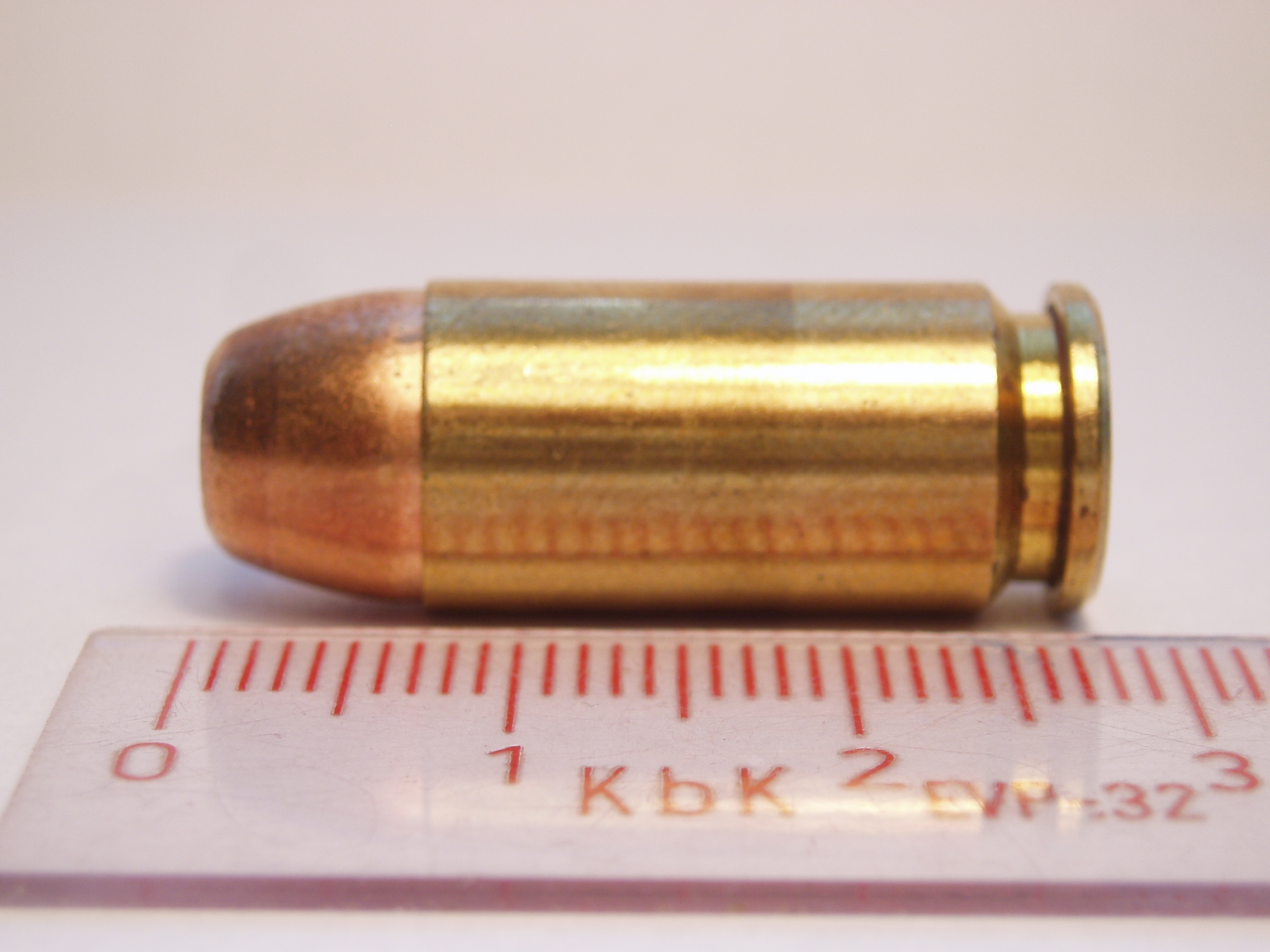
40 S&W FMJ 플랫 포인트 탄약통

.40 S&W (10.2×22mm)는 1990년 미국의 화기 제조업체인 스미스 & 웨슨과 윈체스터가 공동으로 개발한 림리스 탄약통이다. .40 S&W는 연방수사국 (FBI)의 저속 10mm 오토 탄약통의 성능을 복제하여 중형 프레임 (9mm 크기) 반자동 권총에 개조할 수 있도록 설계된 법 집행용 탄약통으로 개발되었다. 이 탄약통은 0.40-인치-직경 (10 mm)의 총알을 사용하며 무게는 105 to 200 그레인 (6.8 to 13.0 g)에 이른다.

## 역사
FBI 특별 요원 두 명이 사망하고 다섯 명이 부상당한 1986년 FBI 마이애미 총격전 이후, FBI는 표준 지급 리볼버를 반자동 권총으로 교체하기 위해 9mm 파라벨룸과 .45 ACP 탄약을 시험하는 과정을 시작했다. 반자동 권총은 리볼버에 비해 두 가지 장점을 제공했다: 탄약 용량 증가와 총격전 중 재장전 용이성. FBI는 수십 년간의 신뢰할 수 있는 성능을 바탕으로 .38 스페셜 +P 158 gr (10.2 g) 납 세미-와드커터 할로우포인트 (LSWCHP) 탄약통 ("FBI 로드")의 성능에 만족했다. 새로운 반자동 권총용 탄약은 .38 스페셜 FBI 로드와 동등하거나 그 이상의 종단 성능을 제공해야 했다. FBI는 FBI 요원들이 총격 사건에서 흔히 마주치는 상황을 합리적으로 대표한다고 믿는 8가지 시험 이벤트를 포함하는 실용적인 시험 시리즈를 개발했다.

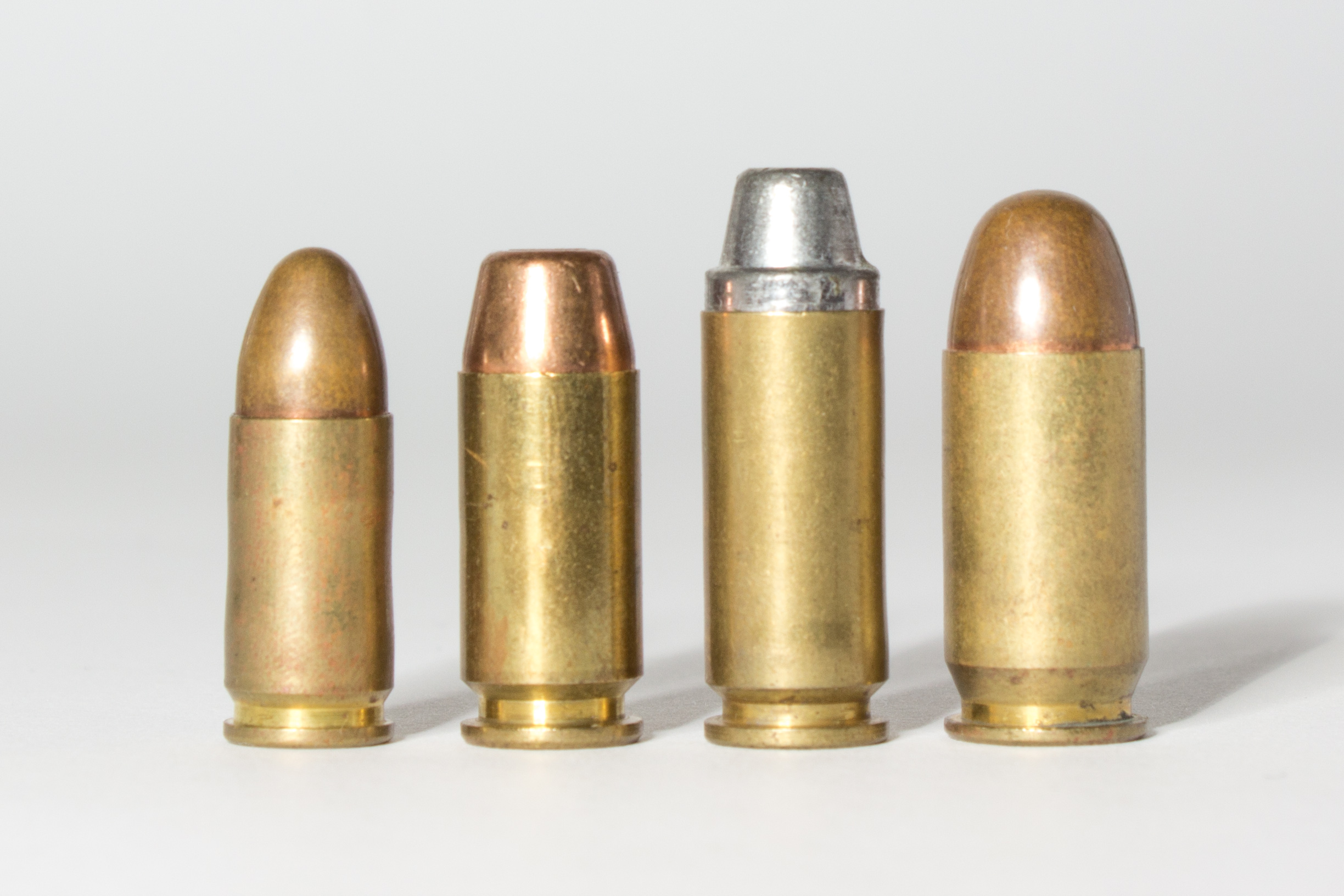
왼쪽부터: 9mm 파라벨룸, .40 S&W, 10mm 오토, .45 ACP

9×19mm와 .45 ACP 탄약 시험 중에 FBI 화기 훈련 부서의 존 홀 부서장은 10mm 오토 탄약통 시험을 포함하기로 결정하고, 자신의 콜트 델타 엘리트 10mm 반자동 권총과 직접 손으로 장전한 탄약을 제공했다. FBI의 시험 결과 170–180 gr (11.0–11.7 g) JHP 10mm 탄환이 900–1,000 ft/s (270–300 m/s) 사이의 속도로 발사될 때, 일반적인 10mm 탄약 (1,300–1,400 ft/s (400–430 m/s))과 관련된 강한 반동 없이 원하는 종단 성능을 달성하는 것으로 나타났다. FBI는 스미스 & 웨슨에 연락하여 기존의 대형 프레임 스미스 & 웨슨 모델 4506 .45 ACP 권총을 기반으로 FBI의 저속 10mm 탄약과 안정적으로 작동할 수 있는 FBI 사양의 권총을 설계해 달라고 요청했다. FBI와의 협력 과정에서 스미스 & 웨슨은 10mm 풀 파워를 FBI의 중간 속도 사양에 맞게 축소하면 탄피 내부의 화약량이 줄어들고 빈 공간이 많아진다는 것을 깨달았다. 그들은 빈 공간을 제거함으로써 10mm 탄피를 충분히 짧게 만들어 중형 프레임 9mm 권총에 맞출 수 있고, 180 gr (11.7 g) JHP 탄환을 장전하여 FBI의 저속 10mm 탄약과 동일한 탄도 성능을 낼 수 있음을 발견했다. 스미스 & 웨슨은 그 후 윈체스터와 협력하여 새로운 탄약인 .40 S&W를 생산했다. 이 탄약은 작은 피스톨 프라이머를 사용하는 반면 10mm 탄약은 큰 피스톨 프라이머를 사용한다.
.40 S&W 탄약은 1990년 1월 17일 새로운 스미스 & 웨슨 모델 4006 권총과 함께 출시되었지만, 권총이 구매 가능해지기까지는 몇 달이 걸렸다. 오스트리아 제조업체인 글록은 4006이 발표되기 일주일 전인 1990년에 .40 S&W용 권총 (글록 22와 글록 23)을 출시하여 스미스 & 웨슨보다 상업적으로 먼저 출시되었다. 글록의 빠른 출시는 얼마 전 글록 20이라는 10mm 오토용 권총을 설계한 덕분이었다. .40 S&W는 10mm 오토와 동일한 총열 구경과 탄피 머리를 사용하기 때문에, 10mm 설계를 더 짧은 9mm 파라벨룸 프레임에 맞추는 문제였다. 새로운 총과 탄약은 즉시 성공을 거두었고, FBI를 포함한 전국의 여러 법 집행 기관에서 새로운 구경의 권총을 채택했으며, FBI는 1997년 5월 .40 S&W 구경의 글록 권총을 채택했다.
.40 S&W의 인기는 1994년 현재 만료된 연방 살상용 무기 금지법이 통과되면서 가속화되었는데, 이 법은 구경에 관계없이 탄창에 10발 이상의 탄약을 수납할 수 있는 권총 또는 소총 탄창의 판매를 금지했다. 여러 미국 주와 일부 지방 정부도 소위 "고용량" 탄창을 금지하거나 규제했다. 결과적으로 최대 10발 탄창 용량의 권총만 구매할 수 있는 많은 새로운 총기 구매자들은 9×19mm (9mm 루거 또는 9mm 파라벨룸)와 같은 작은 구경의 탄약통 대신 .40 S&W 구경의 권총을 선택했다.
.40 S&W 탄피 길이와 전체 탄약통 길이는 짧아졌지만, 탄피 웹과 벽 두께를 제외한 다른 치수는 10mm 오토와 동일하다. 두 탄약통 모두 탄피 입구에 헤드스페이스를 둔다. 따라서 반자동 권총에서는 서로 호환되지 않는다. 10mm 반자동 권총에서 발사될 경우 .40 스미스 & 웨슨 탄약통은 추출기에 헤드스페이스를 두고 총알은 .357 매그넘 리볼버에서 발사된 .38 스페셜처럼 0.142 인치 (3.6 mm)의 자유 공간을 통과하게 된다. 탄약통이 추출기에 의해 고정되지 않으면 프라이머 파열 가능성이 매우 높다. 스미스 & 웨슨은 문 클립을 사용하여 두 탄약통을 모두 발사할 수 있는 더블 액션 리볼버 (제610 모델)를 만든다. .38–40 구경의 싱글 액션 리볼버도 올바른 크기의 실린더를 장착하면 .40 또는 10mm 탄약을 발사할 수 있다. 일부 .40 구경 권총은 특수 제작된 총열, 탄창 교체 및 기타 부품을 사용하여 9mm로 변환할 수 있다.
2015년 FBI는 탄도 기술의 발전과 총격전에서의 정확도 향상을 이유로 9mm 탄약으로 돌아갈 것이라고 발표했다. FBI는 또한 .40 S&W 탄약이 권총에 과도한 마모를 유발하고 일부 요원들에게는 제어가 어렵다는 사실을 발견했다. 이로 인해 미국에서 법 집행 기관 사이에서 .40 S&W의 인기가 크게 하락하는 데 기여했다.

## 탄약통 치수
.40 S&W는 1.25 ml (19.3 그레인 H2O)의 탄약통 용량을 가지고 있다.
이 탄약통의 일반적인 강선 트위스트율은 406 밀리미터 (16.0 in)에 6개의 홈, ∅ 랜드 = 9.91 mm, ∅ 그루브 = 10.17 mm, 랜드 폭 = 3.05 mm이며, 프라이머 유형은 스몰 피스톨이다. 공식 C.I.P. 지침에 따르면, .40 S&W 탄피는 최대 225 메가파스칼 (32,600 psi)의 피에조 압력을 견딜 수 있다. C.I.P. 규제 국가에서는 모든 권총/탄약통 조합이 소비자에게 판매를 인증받기 위해 이 최대 C.I.P. 압력의 130%로 시험되어야 한다. SAAMI의 .40 S&W 압력 한계는 241.32 메가파스칼 (35,001 psi)의 피에조 압력으로 설정되어 있다.

## 성능

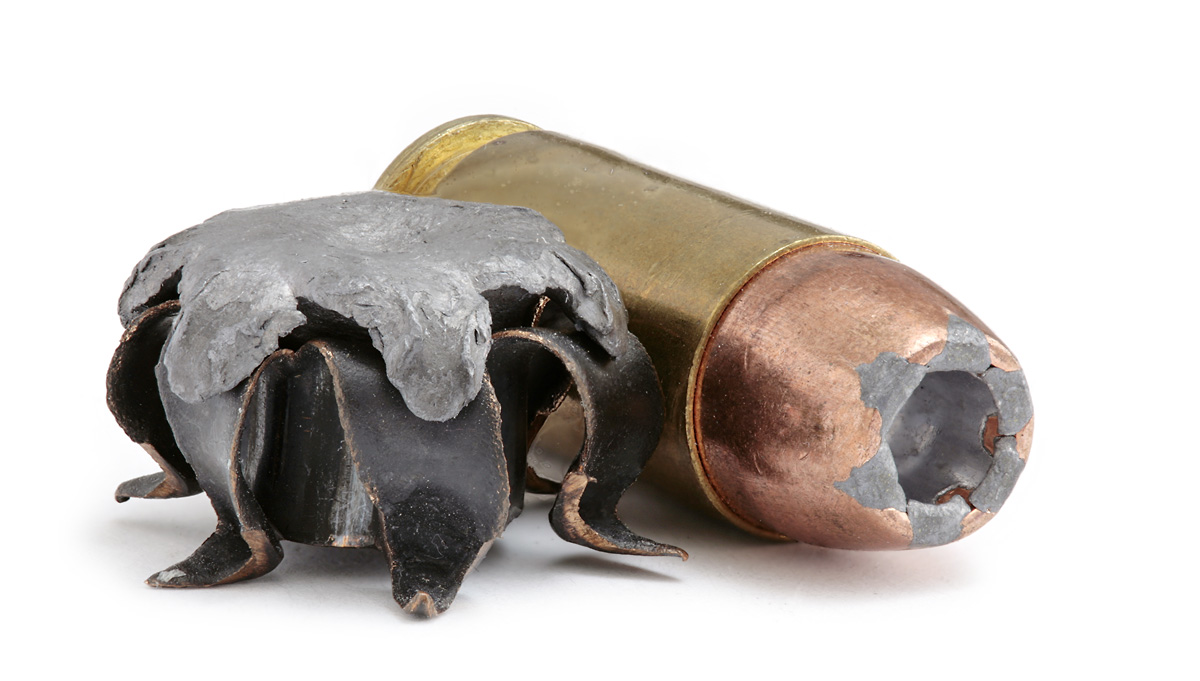
확장된 중공탄 (윈체스터 SXT "블랙 탈론", 왼쪽)과 미발사 중공탄 .40 S&W 탄약통 (스피어 골드 닷, 오른쪽)

.40 S&W 탄약통은 미국, 캐나다, 호주, 브라질의 법 집행 기관에서 인기가 많았다. 9mm 파라벨룸과 거의 동일한 정확도, 편차 및 낙하를 가지면서도, 9mm 파라벨룸 및 .45 ACP보다 에너지 우위를 가지며, 10mm 오토 탄약통보다 반동을 더 잘 제어할 수 있다. 마셜 & 새나우 (및 기타 수압 충격 지지자들)는 좋은 중공탄 탄환과 함께 .40 S&W의 더 강력한 장전은 인간 크기의 살아있는 목표물에서 수압 충격을 유발할 수 있다고 주장한다.
1980년대 후반과 1990년대 초반 실험실 테스트에서 탄도 젤라틴에서의 이상적인 종단 탄도 성능을 기반으로 .40 S&W는 "개인 방어 및 법 집행을 위한 이상적인 탄약통"이라는 지위를 얻었다. 탄도학적으로 .40 S&W는 1874년에 소개된 .38-40 윈체스터와 거의 동일하며, 동일한 총알 직경과 총알 무게를 공유하고 비슷한 총구 속도를 가진다. .40 S&W의 에너지는 표준 압력 .45 ACP 장전을 초과하며, 총알 무게에 따라 350 foot-pound (470 J)에서 500 foot-pound (680 J)의 에너지를 생성한다. .40 S&W와 9mm 파라벨룸은 모두 SAAMI 최대 35,000 파운드 매 제곱인치 (240 MPa)에서 작동하며, .45 ACP의 최대 21,000 파운드 매 제곱인치 (140 MPa)와 비교된다.
표준 (확장되지 않은) 더블 스택 탄창이 장착된 .40 S&W 권총은 최대 16발의 탄약을 수납할 수 있다. 9mm 파라벨룸을 대체하지는 못했지만, .40 S&W는 FBI에서 유래한 특성상 법 집행 분야에서 일반적으로 사용된다. 일부 미국 특수작전부대는 권총용으로 .40 S&W와 .45 ACP를 사용 가능하다. 해상 법 집행 및 군사 배치라는 이중 임무를 수행하는 미국 해안경비대는 .40 S&W 구경의 지크자우어 P229R DAK를 표준 사이드암으로 채택했다. 그러나 2020년 현재 해안경비대는 글록 권총 19 GEN5 MOS를 새로운 사이드암으로 채택했다. 수많은 연방 및 지방 법 집행 기관은 현재 .40 S&W에서 9mm로 전환하는 과정에 있으며, 가장 주목할 만한 기관은 2015년에 9mm 총기를 채택한 연방수사국이다. 2019년, 미국 관세국경보호청은 9mm 글록 권총을 채택하여 이전에 사용하던 .40 S&W 헤클러 & 코흐 P2000을 대체했다.
.40 S&W는 원래 180 그레인 (11.7 g) 총알로 아음속 속도 (984.25 ft/s (300.00 m/s))로 장전되었다. 도입 이후 다양한 장전이 만들어졌으며, 대부분은 155, 165 or 180 gr (10.0, 10.7 or 11.7 g)이다. 그러나 135 gr (8.7 g)만큼 가벼운 총알과 200 gr (13.0 g)만큼 무거운 총알도 있다. 코본과 윈체스터 모두 135 gr (8.7 g) JHP를 제공하며, 코본은 또한 140 gr (9.1 g) 반스 XPB 중공탄도 제공한다. 시더시티에 본사를 둔 더블 탭 암모는 135 gr (8.7 g) 노슬러 JHP, 155 gr (10.0 g), 165 gr (10.7 g), 180 gr (11.7 g) 스피어 골드 닷 중공탄 ("본디드 디펜스"로 판매), 180 gr (11.7 g) 혼아디 XTP JHP, 그리고 200 gr (13.0 g) FMJ (Full Metal Jacket), 200 gr (13 g) 혼아디 XTP JHP, 그리고 더블 탭 자체의 200 gr (13 g) WFNGC (Wide Flat Nose 가스 체크) 하드 캐스트 납 총알을 포함한 세 가지 다른 200 gr (13.0 g) 장전을 제공한다. 후자는 사냥 및 숲에서의 휴대 용도로 특별히 설계되었다.

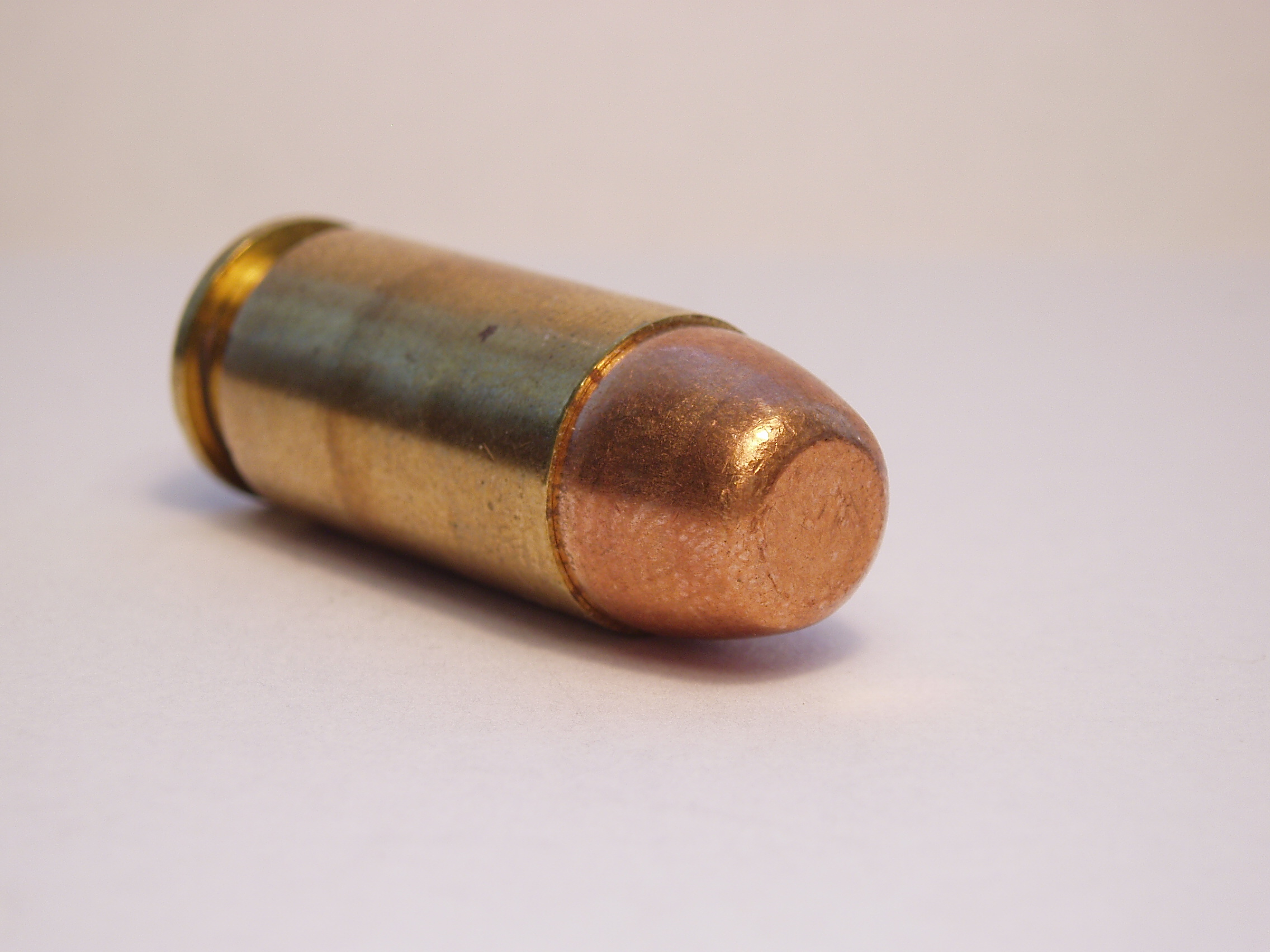
.40 S&W 탄약통, FMJ의 정면 모습

## 오래된 글록 권총의 탄피 파손 보고서
.40 S&W는 오래된 글록 권총에서 여러 차례 탄피 파손이 보고되었는데, 이는 해당 총열에서 지지되지 않는 탄피 머리 면적이 상대적으로 넓고 허용된 약실 압력 수준이 높기 때문이다. 글록 .40 S&W 권총의 탄약 공급 램프는 다른 글록보다 커서 탄피 후면 하단부가 지지되지 않으며, 이 지지되지 않는 부분에서 탄피가 파손된다. 대부분의 파손은 재장전되거나 재가공된 탄약으로 인해 발생했지만, 전부는 아니다. SAAMI 압력 이상으로 장전된 탄약 또는 약간 커서 약간 불완전하게 발사되는 탄피가 이러한 파손의 원인으로 간주되며, 이는 일반적으로 "kaBooms" 또는 줄여서 "kB!"라고 불린다. 이러한 탄피 파손이 권총을 쥐고 있는 사람에게 부상을 입히는 경우는 흔치 않지만, 고압 가스의 분출은 탄창을 극적인 방식으로 탄창 우물 밖으로 튀어 나오게 하는 경향이 있으며, 일반적으로 권총을 파괴한다. 어떤 경우에는 총열도 파손되어 약실 상단이 날아가는 편이다.

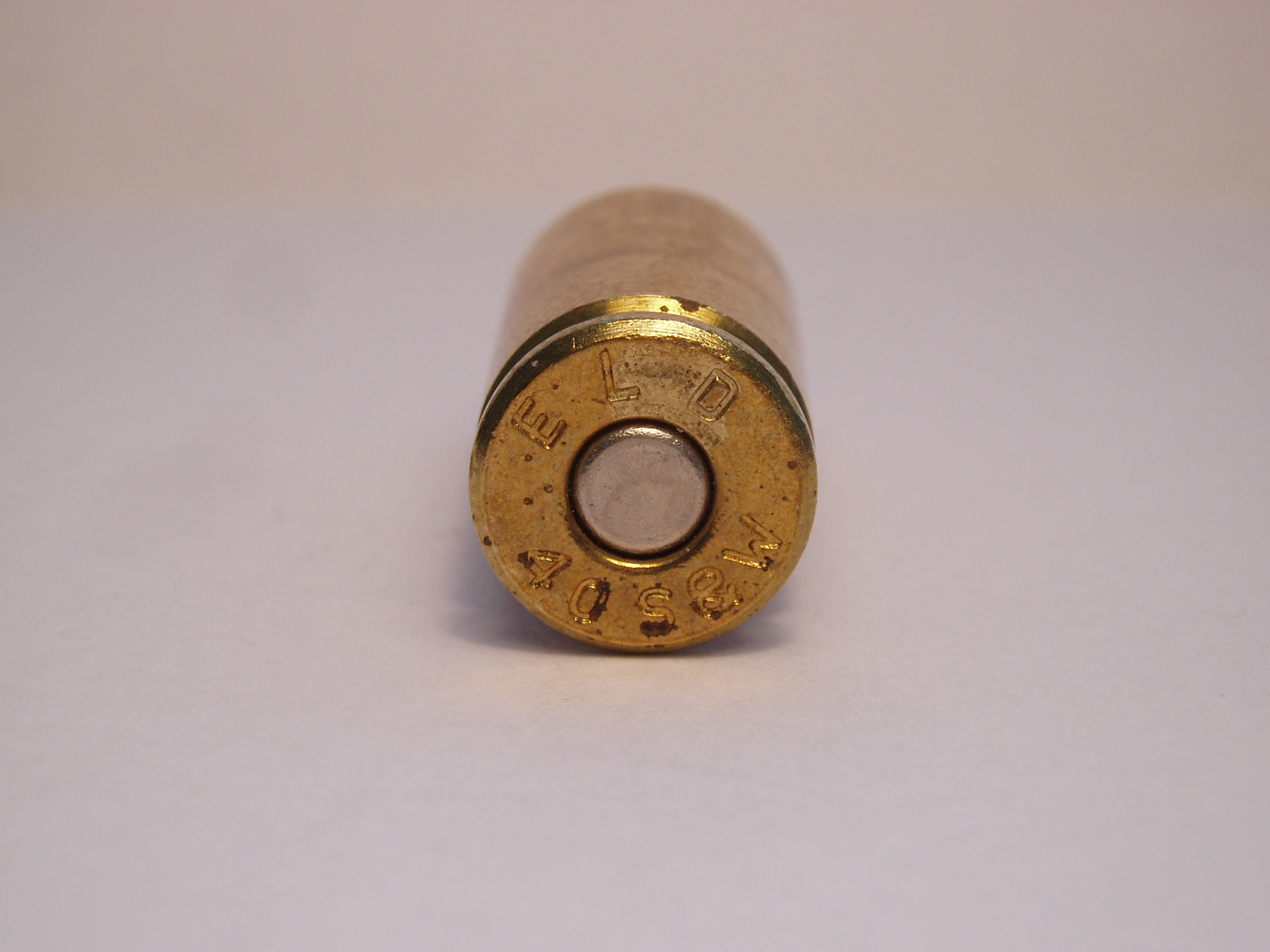
.40 S&W 권총 탄약통, FMJ의 후면 모습

## 동의어
- .40 구경
- .40 오토
- 10×22 mm
- 10mm 쿠르츠 (.380 ACP (9mm 숏 또는 9mm 쿠르츠로도 알려져 있음)가 9mm 파라벨룸과 구경이 비슷하지만 더 짧고 저출력인 것과 유사하게, .40 S&W가 10mm 오토의 "더 짧은 버전"이라는 별명)

## 같이 보기
- .357 SIG
- 5.56×21mm PINDAD
- 10mm 오토
- 10 mm 구경
- 총기 목록
- 권총 탄약 목록
- 권총 및 소총 탄약 목록